# Henning Brabandt

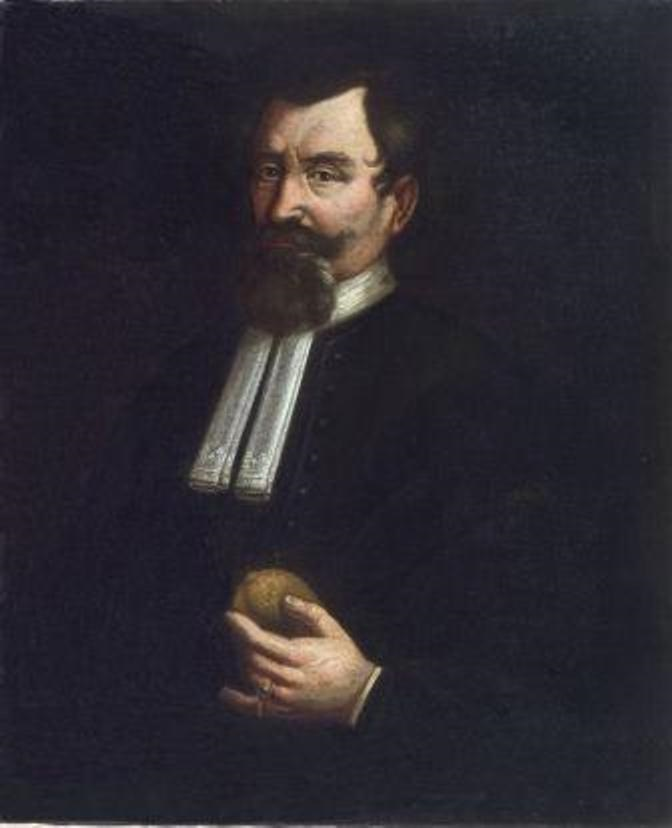
Henning Brabandt, Ölgemälde, Prag 1602. Das Beffchen kennzeichnet ihn als Amtsträger, nicht als Geistlichen. In der linken Hand hält er eine Zitrone, Emblem der Mäßigung.

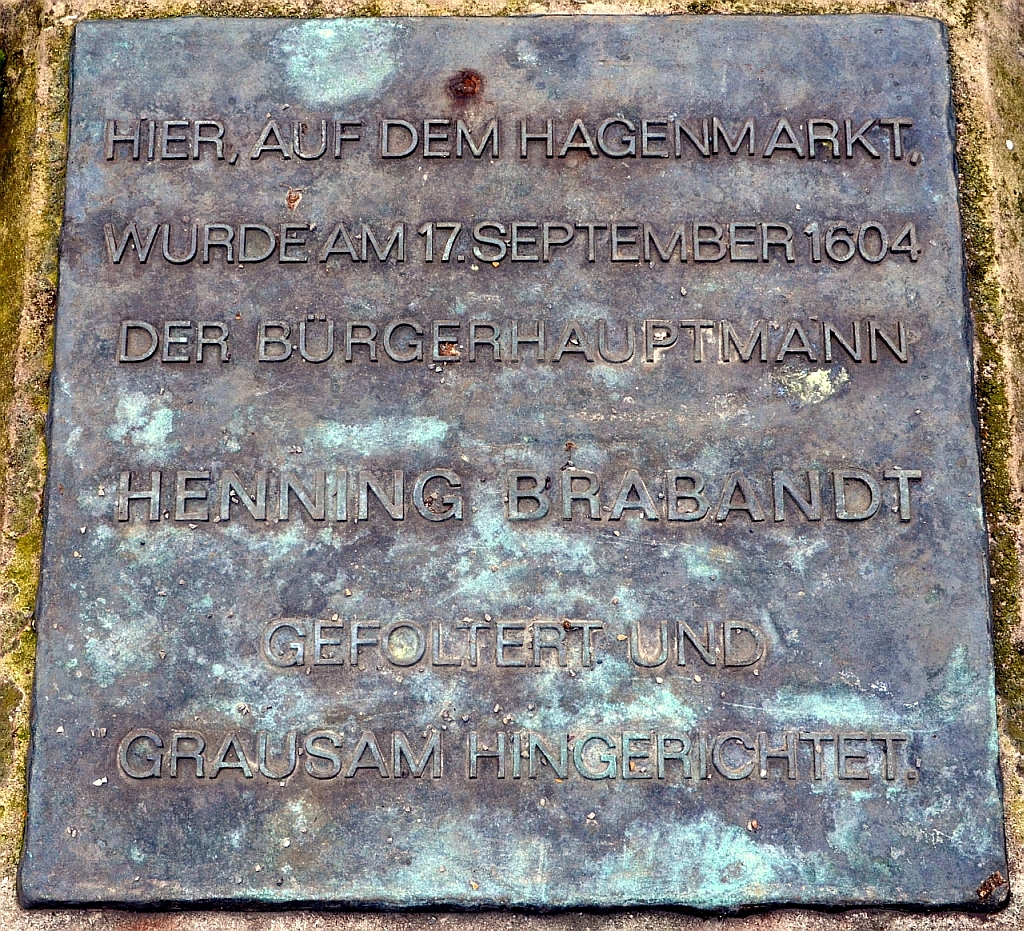
Gedenkplakette auf dem Hagenmarkt

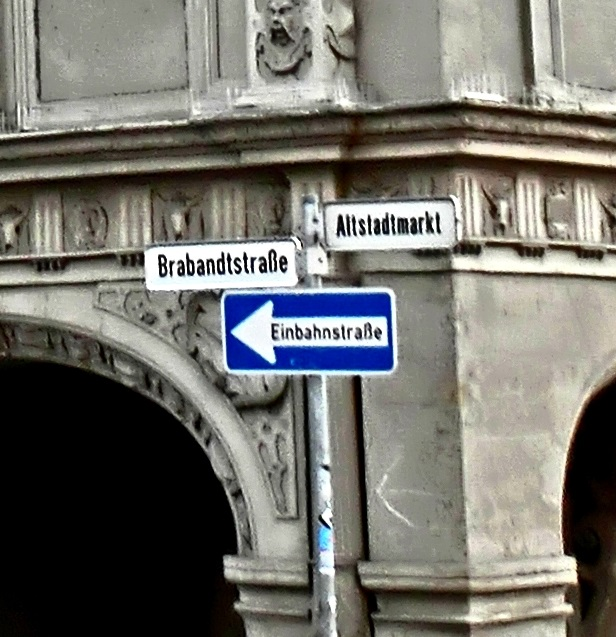
Straßenschild am Gewandhaus

Henning Brabandt, auch Brabant bzw. Braband (* um 1550 in Braunschweig; † 17. September 1604 ebenda) war ein deutscher Jurist, Braunschweiger Bürgerhauptmann und herzoglicher Hofprokurator.

## Leben und Werk
Henning Brabandt wurde um 1550 als Sohn des aus Celle stammenden Braunschweiger Neubürgers Henning Brabandt d. Ä. und dessen Ehefrau, einer Altstädter Ratsherrentochter, in Braunschweig geboren. Er besuchte das dortige Martineum und arbeitete anschließend als Schreiber bei einem Verwandten in Celle, dem fürstlichen Sekretär Johann Rodewolt. Dieser vermittelte seinem Zögling eine Anstellung als Amtsschreiber bei Christoph von der Schulenburg, dem Propst des Klosters Diesdorf. Brabandt ging auf dessen Empfehlung nach Frankfurt an der Oder, wo er für den aus Braunschweig stammenden Rechtsgelehrten Ludolph Schrader tätig wurde. An der dortigen Universität besuchte er als Gasthörer rechtswissenschaftliche Vorlesungen.

### Notar in Braunschweig
Seine juristischen Kenntnisse ermöglichten ihm, sich 1575 in seiner Heimatstadt als Notar niederzulassen. Im selben Jahr heiratete er die Lüchower Kaufmannstochter Anna Brandes († 1579), nach deren frühem Tod er 1581 eine zweite Ehe mit Catharina von dem Broke einging. Im Jahre 1577 erhielt Brabandt seine Zulassung als Prokurator am Wolfenbütteler Hofgericht. Er wurde 1590 trotz fehlenden Studiums und Promotion als Anwalt zugelassen.

### Die Brabandtsche Revolution von 1601 bis 1604
Der angesehene Notar Brabandt wurde an die Spitze der Bürgerhauptleute gewählt, die mit ihrer Forderung nach mehr Mitspracherecht und Demokratisierung im Konflikt mit dem von den städtischen Patriziern beherrschten Rat standen. Verschärft wurden die innerstädtischen politischen und sozialen Spannungen durch den anhaltenden Streit mit dem welfischen Landesherrn, dem seit 1589 regierenden Herzog Heinrich Julius, der seine Herrschaftsrechte an der Stadt einforderte.

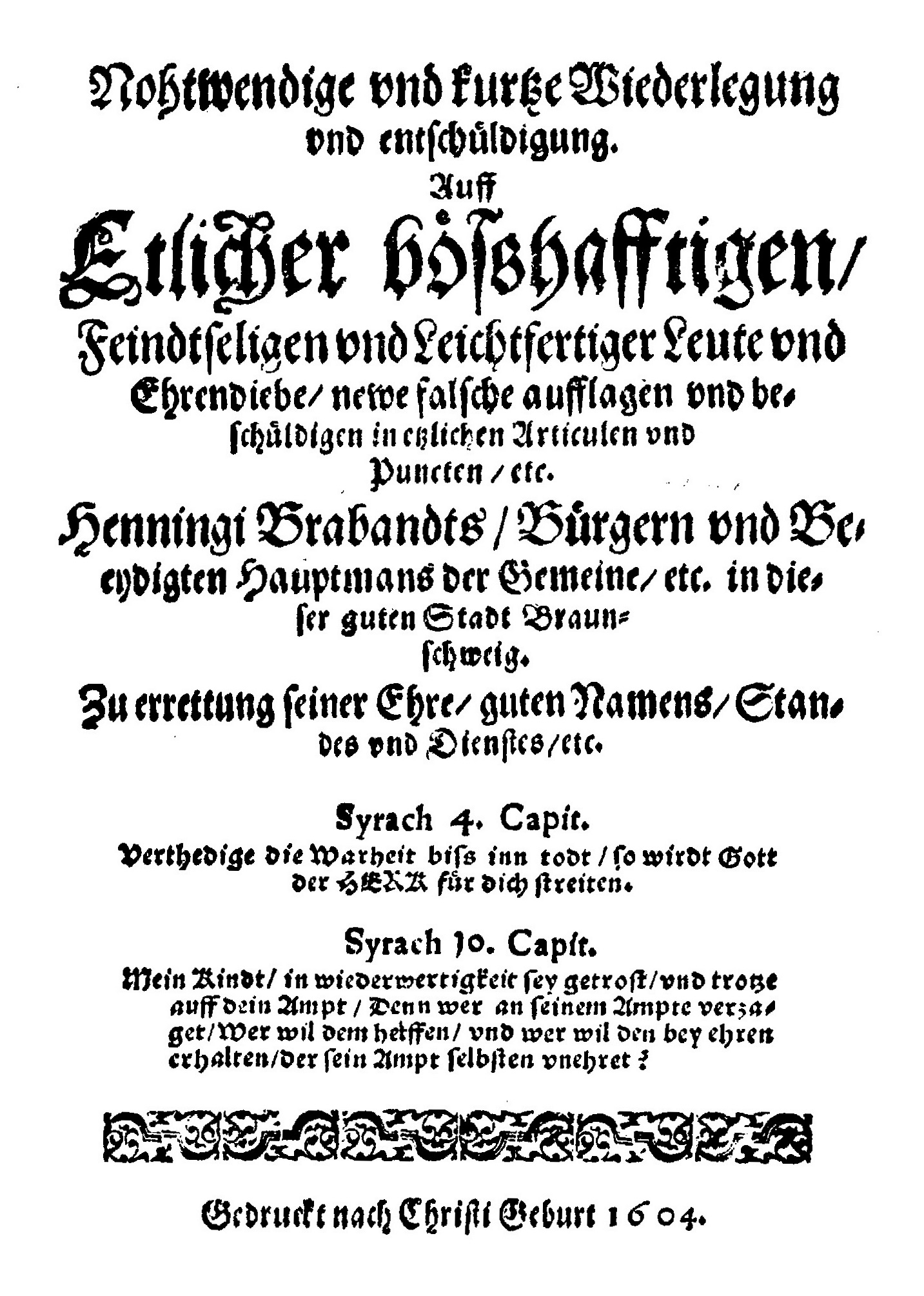
Persönliche Verteidigungsschrift Brabandts (1604). Darin musste er sich u. a. gegen die Anschuldigung wehren, er habe zauberischen Umgang mit einem Raben.

Brabandt konnte weite Teile insbesondere der ärmeren Stadtbevölkerung hinter sich vereinen. Am 28. Mai 1601 unterzeichnete der alte Rat gezwungenermaßen den „Neuen Rezeß“, der seine Macht deutlich schmälerte und den Bürgerhauptleuten ein starkes Mitspracherecht einräumte. Die Patrizier verloren ihre dominierende Stellung im neuen Rat von 1602. In den innerstädtischen Konflikt schaltete sich neben Herzog Heinrich Julius zeitweise auch Kaiser Rudolf II. ein, an dessen Prager Hof Brabandt zweimal in den Jahren 1602 und 1603 zu Verhandlungen reiste, die letztlich ergebnislos blieben.
Die Stimmung der Bürger änderte sich zusehends zu Ungunsten Brabandts, wozu nicht zuletzt die Hasspredigten der konservativen Geistlichkeit gegen die Bürgerhauptleute beitrugen. Nachdem Brabandt verhindert hatte, dass ein Bürger, der drei zum Tode verurteilte Kirchendiebe befreit hatte, selbst hingerichtet wurde, verhängte das städtische Geistliche Ministerium am 26. September 1603 über ihn und die übrigen Bürgerhauptleute die Exkommunikation. Die Unruhen spitzten sich am 3. September 1604 zu, als sich Brabandts Gegner auf dem Hagenmarkt und seine Anhänger auf dem Altstadtmarkt versammelten. Es kam zu einer Jagd auf die Bürgerhauptleute und ihre Anhänger. Brabandt gelang zunächst die Flucht, bei der er sich jedoch verletzte und am Folgetag in seinem Versteck in der Nähe des Rothenburger Turms an der Landwehr bei Broitzem gefangen genommen wurde.
Im unmittelbar folgenden Strafprozess entlud sich die Rache des alten Rates. Brabandt gestand unter der Folter Verbindungen zu Herzog Heinrich Julius, dem er angeblich die Stadt ausliefern wollte. Das Geständnis umfasste weiterhin die Anstiftung zum Aufruhr und ein Bündnis mit dem Teufel. Dem Schuldspruch folgte am 17. September 1604 Brabandts Hinrichtung auf dem Hagenmarkt. Die selbst für die damalige Zeit grausame Prozedur wird detailreich in Christoph Gerkes Stadtchronik beschrieben. Mehrere Anhänger Brabandts wurden ebenfalls hingerichtet.

## Nachleben
Brabandts Leben fand Widerhall in bildender Kunst und Literatur. So schuf der Schriftsteller Adolf Glaser (1829–1915) das „historische Trauerspiel“ Hennig Braband (1857). Von dem Braunschweiger Historienmaler Ludwig Tacke (1823–1899) ist eine Darstellung der Flucht und Ergreifung Brabandts bekannt.
Nach Henning Brabandt ist seit 1883 die Brabandtstraße in Braunschweig benannt, die von der Südostecke des Altstadtmarkts nach Süden abzweigt. Eine Gedenkplatte auf dem Hagenmarkt erinnert ebenfalls an ihn.